# 中村雅史
中村 雅史（なかむら まさし、1960年〈昭和35年〉6月23日-）は、テレビせとうちのアナウンサー。香川県高松市出身。大阪経済法科大学を卒業後、1985年TSC開局とともに入社。2007年現在、開局当時からいる唯一のアナウンサーである。

## 担当番組
- TSCサタデーナウ